# 安娜·科拉卡基
安娜·科拉卡基（1996年4月8日—）是一名希腊女子射击运动员。自2009年起开始参加射击比赛。她在2016年夏季奧林匹克運動會上获得女子10米空气手枪的铜牌以及女子25米手枪的金牌。成为史上首位在同一届奥运上获得两枚奥运奖牌的希腊女子运动员。